# Nelson's Encyclopaedia
Pour les articles homonymes, voir Nelson.
Nelson's Perpetual Loose Leaf Encyclopaedia: An International Work of Reference était une encyclopédie publiée à l'origine en douze volumes par Thomas Nelson and Sons du volume 1 en 1906 jusqu'au volume 12 en 1907.
Nelson's Encyclopaedia est l'édition américaine de la Harmsworth Encyclopaedia britannique, rééditée pour les États-Unis par Frank Moore Colby (en), l'un des éditeurs de l'excellente New International Encyclopedia. En 1907, une variante, sous-titrée « Perpetual Loose-leaf edition », a été mise à disposition, dans laquelle les éditeurs fournissaient aux abonnés environ cinq cents feuilles de matériel révisé chaque année.
Nelson's Encyclopaedia était publiée sous forme de feuilles volantes et les abonnés recevaient des mises à jour tous les six mois. Son rédacteur en chef était John H. Finley. Elle a cessé de paraître vers 1934
Un critique contemporain dans le New York Times disait :
« ... the book that literally never does grow old, that has a concise, authoritative statement on the memorable event of yesterday as well as on the event that occurred thousands of years ago; the book that is never finished, and that nevertheless has the latest word on pretty much any subject regarding which immediate information is desired, seems very much like the wild and insubstantial dream of some overworked press agent, were it not that the thing has actually been accomplished, that the book in question really does exist ... »
« ... le livre qui, littéralement, ne vieillit jamais, qui contient une déclaration concise et faisant autorité sur l'événement mémorable d'hier aussi bien que sur celui qui s'est produit il y a des milliers d'années ; le livre qui n'est jamais terminé et qui, néanmoins, contient les dernières nouvelles sur à peu près n'importe quel sujet sur lequel on désire obtenir une information immédiate, ressemble beaucoup au rêve fou et insignifiant d'un agent de presse surmené, si ce n'est que la chose a été accomplie, que le livre en question existe vraiment... »
La première édition de la Nelson's Encyclopaedia a été publiée en 1904 avec une reliure conventionnelle.

## Slogans publicitaires
Certains slogans utilisés dans la publicité incluent : 

## Reliure
Les pages de l'encyclopédie sont reliées à l'aide d'un dispositif de verrouillage breveté par Charles E. Baldauf et conçu spécifiquement pour la mise à jour d'une encyclopédie, « qui doit être fournie de temps à autre avec des pages d'insertion supplémentaires d'imprimés ... » .